# Paraphlepsius pallidus
Paraphlepsius pallidus är en insektsart som beskrevs av Van Duzee 1892. Paraphlepsius pallidus ingår i släktet Paraphlepsius och familjen dvärgstritar. Inga underarter finns listade i Catalogue of Life.